# 上彼得羅夫齊
上彼得羅夫齊，是斯洛文尼亞東北部上彼得羅夫齊市鎮的城鎮及行政中心。毗鄰與匈牙利和奧地利接壤的邊境，面積5.3平方公里，海拔高度282.8米，2020年人口数量为411人，大多數居民信奉信義宗。

## 外部連結

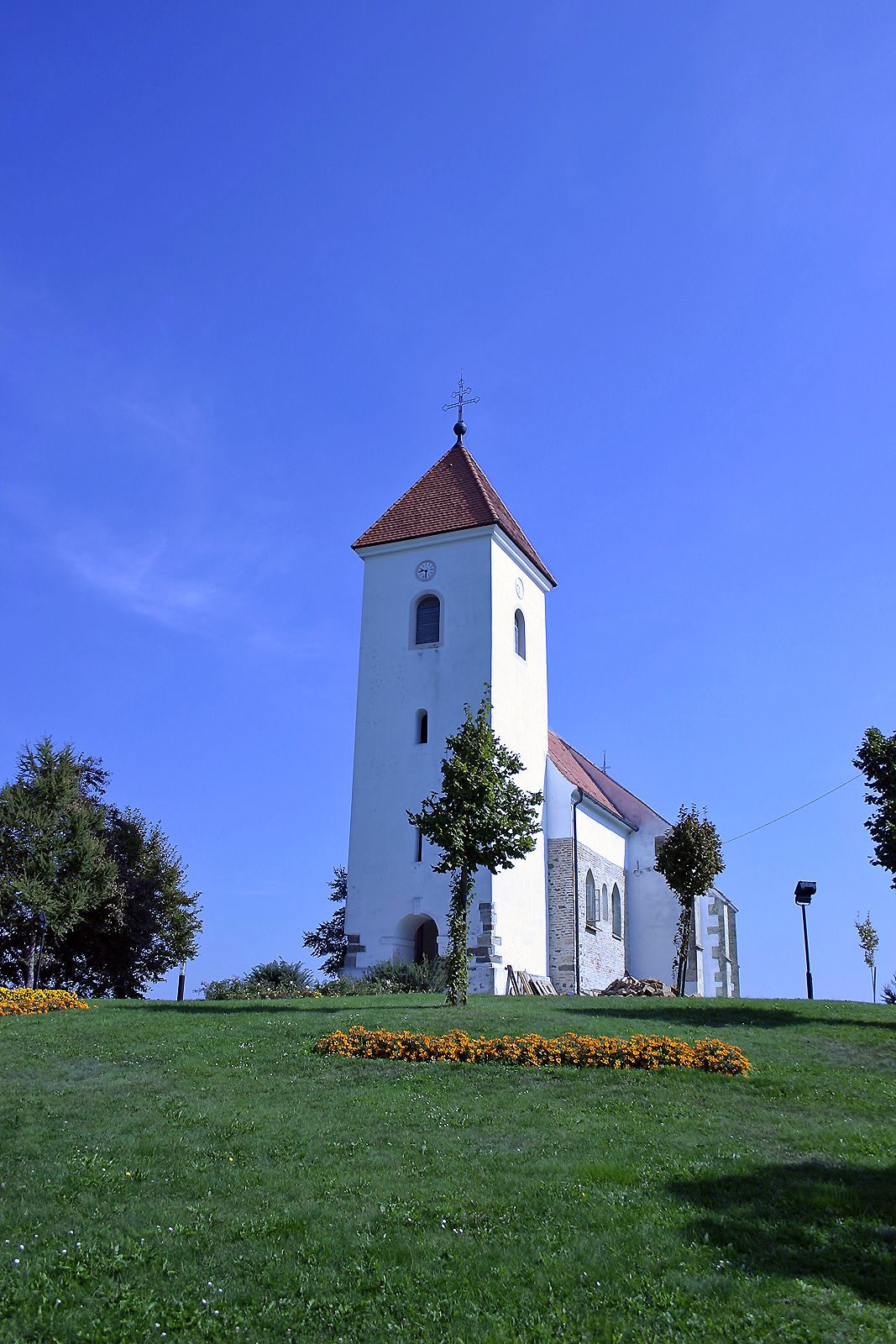
圣三一教堂

- Gornji Petrovci at Geopedia（页面存档备份，存于）